# میرکل مایل شاپس (فیلم)
«میرکل مایل شاپس» (انگلیسی: Desert Passage (film)) فیلمی در ژانر وسترن به کارگردانی لزلی سلاندر است که در سال ۱۹۵۲ منتشر شد.